# 莫尔塞姆
莫尔塞姆（法語：Molsheim，法語發音：[mɔlsaim] ⓘ），法国东北部城市，大东部大区下莱茵省的一个市镇，同时也是该省的一个副省会，下辖莫尔塞姆区，其市镇面积为10.9平方公里，2022年1月1日时人口数量为9,328人，在法国城市中排名第1,092位。
莫尔塞姆位于下莱茵省西部，布吕什河左岸，历史上为重要的汽车工业中心，是布加迪的发源地，现为一个区域性的工商业城市和交通枢纽，同时也是斯特拉斯堡的一个远郊卫星城。

## 地名来源
“莫尔塞姆”一名最初于公元820年以的形式被记载，法国地理学家埃内斯特·内格尔认为“莫尔”来源于日耳曼人物，而“塞姆”则为“s+海姆”的音译（法语中“h”不发音），后者为阿尔萨斯地区一个常见的地名后缀，意为“房屋、村落”。

## 历史

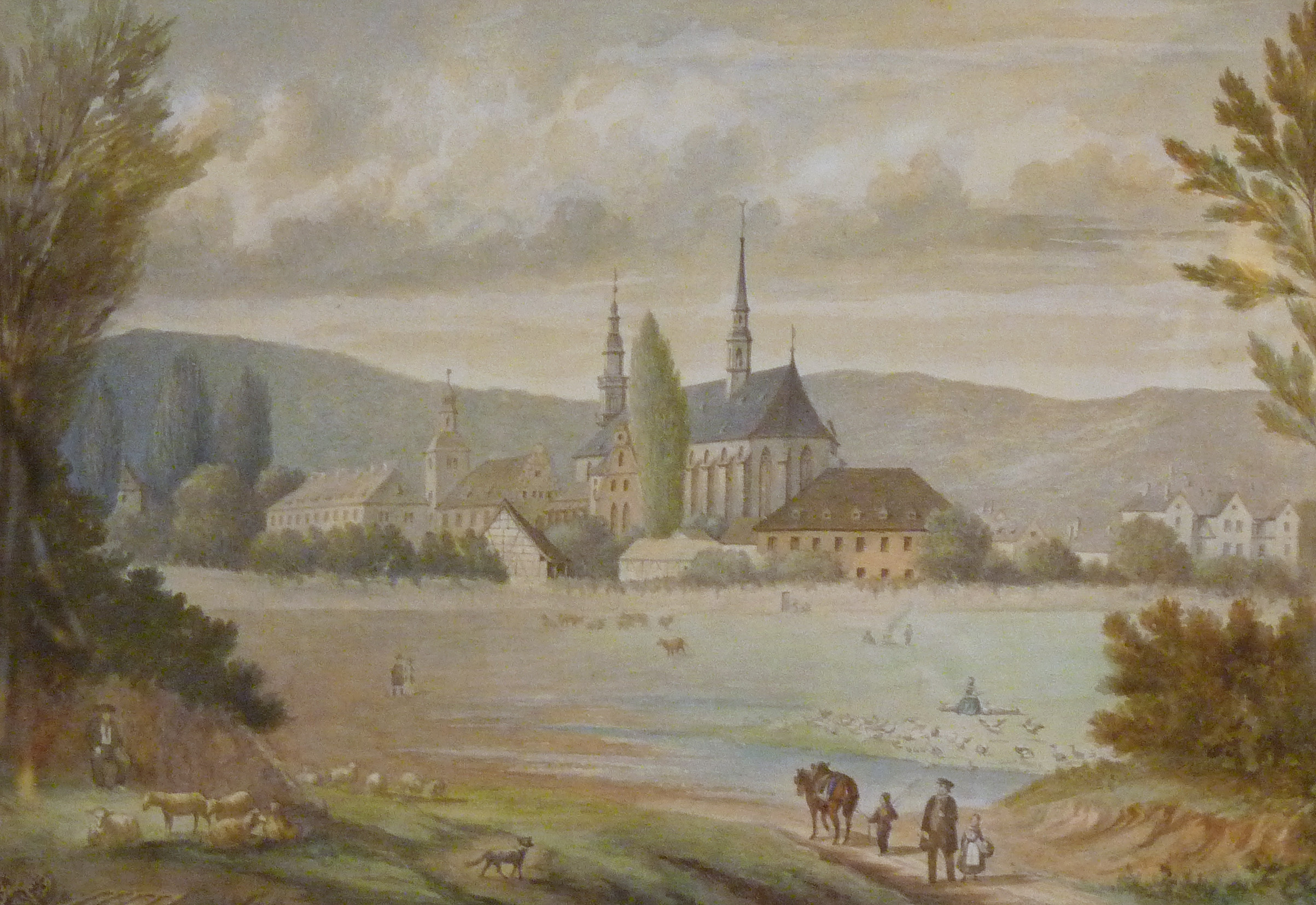
1830年的莫尔塞姆

莫尔塞姆历史上长期为阿尔萨斯地区的一处普通村落，由斯特拉斯堡主教管辖。1219年，腓特烈二世为此地颁布了市镇宪章，由霍亨斯陶芬王朝掌控。14世纪初，霍亨斯陶芬王朝在阿尔萨斯逐渐失去影响力，斯特拉斯堡主教开始接管莫尔塞姆，使得其丧失了自主发展的权力，最终未能成为十城联盟的成员。1573年，主教约翰在此建立了一处铸币厂。法国大革命后，莫尔塞姆成为下莱茵省的一个市镇。工业革命期间，斯特拉斯堡－圣迪耶和塞莱斯塔－萨韦尔讷两条铁路线在此交汇，使其成为重要的区域铁路枢纽。普法战争后，阿尔萨斯-洛林地区被德国人占领，后者将莫尔塞姆设为一个副省会。1909年，意大利工程师埃托雷·布加蒂在此创立布加迪工厂，使得莫尔塞姆成为重要的汽车工业基地，当地人口数量迅速上升。1919年，莫尔塞姆重返法国，二战时期曾再次被纳粹德军侵占。二战后，布加迪被大众汽车收购，当地的工业有所衰退；而随着阿尔萨斯首府斯特拉斯堡的扩张，莫尔塞姆逐渐成为其西南方向的一个远郊卫星城。

## 地理

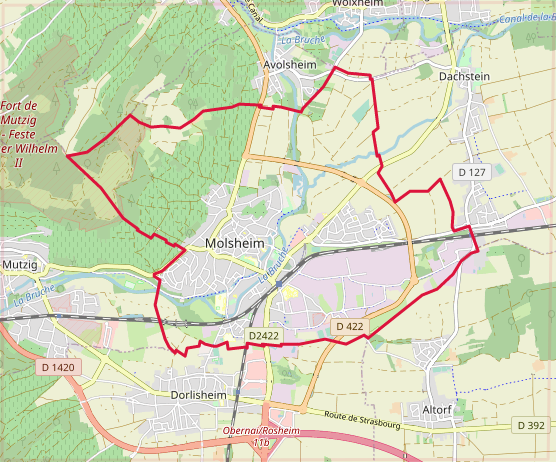
莫尔塞姆市镇范围地图

莫尔塞姆位于法国东北部，大东部大区东北部和下莱茵省中西部，距离省会斯特拉斯堡大约26公里。与莫尔塞姆接壤的市镇包括：阿尔托夫、阿沃尔赛姆、达克斯坦、多尔利赛姆、米齐格、苏尔茨莱班、沃尔克赛姆。

### 地形
莫尔塞姆位于阿尔萨斯平原西侧，孚日山东侧的冲积平原上，境内西高东低，镇中心地势平坦，全境海拔在165到371米之间。

### 水文
布吕什河自西转北流经境内，市中心位于河流左岸，该河属于莱茵河水系。

### 植被
莫尔塞姆属于温带落叶林区，市区西侧的山坡上有大片的葡萄种植园，林地则主要分布于布吕什河两岸。

### 气候
莫尔塞姆在柯本气候分类法中属于温带海洋性气候，因距离海洋较远，故又有一定的大陆性特征。
距离莫尔塞姆最近气象站位于恩赛姆境内，以下为该气象站的数据：
| 恩赛姆1981年－2019年 | 恩赛姆1981年－2019年 | 恩赛姆1981年－2019年 | 恩赛姆1981年－2019年 | 恩赛姆1981年－2019年 | 恩赛姆1981年－2019年 | 恩赛姆1981年－2019年 | 恩赛姆1981年－2019年 | 恩赛姆1981年－2019年 | 恩赛姆1981年－2019年 | 恩赛姆1981年－2019年 | 恩赛姆1981年－2019年 | 恩赛姆1981年－2019年 | 恩赛姆1981年－2019年 |
| 月份                 | 1月                  | 2月                  | 3月                  | 4月                  | 5月                  | 6月                  | 7月                  | 8月                  | 9月                  | 10月                 | 11月                 | 12月                 | 全年                 |
| -------------------- | -------------------- | -------------------- | -------------------- | -------------------- | -------------------- | -------------------- | -------------------- | -------------------- | -------------------- | -------------------- | -------------------- | -------------------- | -------------------- |
| 历史最高温 °C（°F）  | 17.5 (63.5)          | 21.1 (70.0)          | 25.7 (78.3)          | 30 (86)              | 33.8 (92.8)          | 38.8 (101.8)         | 38.9 (102.0)         | 38.7 (101.7)         | 33.4 (92.1)          | 29.1 (84.4)          | 22.1 (71.8)          | 18.3 (64.9)          | 38.9 (102.0)         |
| 平均高温 °C（°F）    | 4.5 (40.1)           | 6.4 (43.5)           | 11.4 (52.5)          | 15.7 (60.3)          | 20.2 (68.4)          | 23.4 (74.1)          | 25.7 (78.3)          | 25.4 (77.7)          | 21 (70)              | 15.3 (59.5)          | 8.8 (47.8)           | 5.2 (41.4)           | 15.3 (59.5)          |
| 日均气温 °C（°F）    | 1.8 (35.2)           | 2.9 (37.2)           | 6.9 (44.4)           | 10.5 (50.9)          | 15 (59)              | 18.1 (64.6)          | 20.1 (68.2)          | 19.7 (67.5)          | 15.8 (60.4)          | 11.2 (52.2)          | 5.8 (42.4)           | 2.8 (37.0)           | 10.9 (51.6)          |
| 平均低温 °C（°F）    | −0.8 (30.6)          | −0.6 (30.9)          | 2.5 (36.5)           | 5.2 (41.4)           | 9.8 (49.6)           | 12.8 (55.0)          | 14.5 (58.1)          | 14.1 (57.4)          | 10.6 (51.1)          | 7.1 (44.8)           | 2.8 (37.0)           | 0.3 (32.5)           | 6.5 (43.7)           |
| 历史最低温 °C（°F）  | −23.9 (−11.0)        | −22.3 (−8.1)         | −16.7 (1.9)          | −5.6 (21.9)          | −3.9 (25.0)          | 1.1 (34.0)           | 4.9 (40.8)           | 4.8 (40.6)           | −1.3 (29.7)          | −7.6 (18.3)          | −10.8 (12.6)         | −23.4 (−10.1)        | −23.9 (−11.0)        |
| 平均降水量 mm（）    | 32.2 (1.27)          | 34.5 (1.36)          | 42.8 (1.69)          | 45.9 (1.81)          | 81.9 (3.22)          | 71.6 (2.82)          | 72.7 (2.86)          | 61.4 (2.42)          | 63.5 (2.50)          | 61.5 (2.42)          | 47 (1.9)             | 50 (2.0)             | 665 (26.2)           |
| 月均日照時數         | 58.1                 | 83.8                 | 134.8                | 180                  | 202.5                | 223.8                | 228.6                | 219.6                | 164.5                | 98.7                 | 55.3                 | 43.1                 | 1,692.8              |
| 来源：infoclimat.fr  |                      |                      |                      |                      |                      |                      |                      |                      |                      |                      |                      |                      |                      |

## 行政区划
莫尔塞姆是法国大东部大区下莱茵省的一个市镇，编号为67300，它也是下莱茵省的一个副省会。莫尔塞姆下辖莫尔塞姆区，管理莫尔塞姆县，同时也是莫尔塞姆-米齐格地区市镇公共社区的办公驻地。
法国国家统计与经济研究所（简称）在进行数据统计时，将莫尔塞姆划入斯特拉斯堡城市区。同时，还将莫尔塞姆市镇分为了4个“块区”（IRIS），以便于统计人口分布情况。

## 交通

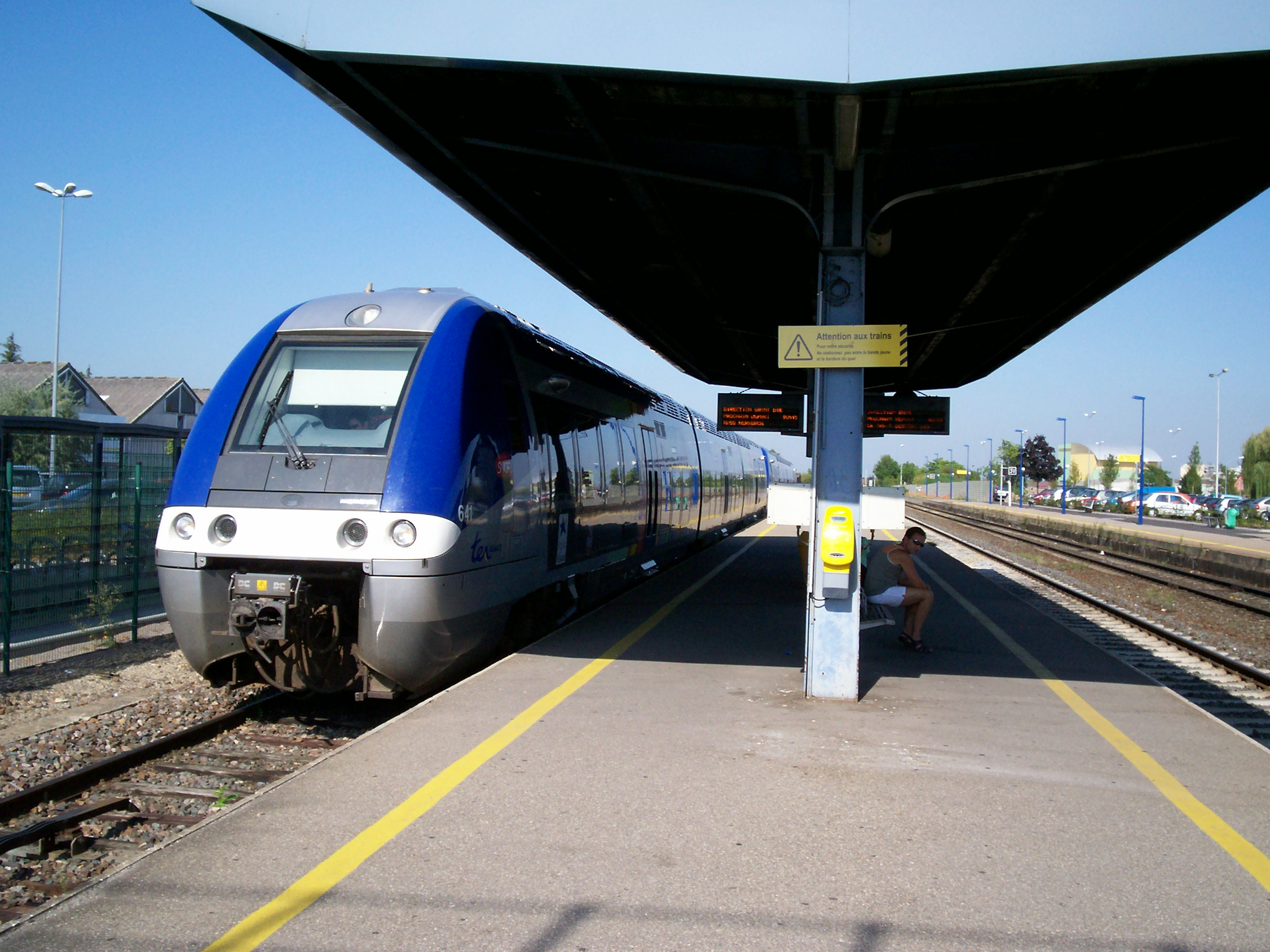
莫尔塞姆站内的一辆列车

### 公路
多条下莱茵省省道在莫尔塞姆境内交汇，大东部大区下属的城际客运提供巴士线路，可前往周边部分市镇。
2017年，77.6%的莫尔塞姆家庭拥有至少一辆的私人汽车。2018年，莫尔塞姆境内共发生各类交通事故4起，造成1人遇难，7人受伤。

### 铁路
莫尔塞姆位于斯特拉斯堡－圣迪耶铁路和塞莱斯塔－萨韦尔讷铁路的交汇处，其中莫尔塞姆至萨韦尔讷段的铁路已关闭。莫尔塞姆站位于市区中南部，停靠前往斯特拉斯堡、孚日圣迪耶和塞莱斯塔三个方向的区域列车。

### 航空
距离莫尔塞姆最近的民用航空站为斯特拉斯堡国际机场，距离莫尔塞姆市中心的公路里程约14公里。

### 城市公共交通
莫尔塞姆暂无城市公共交通系统。

## 政治

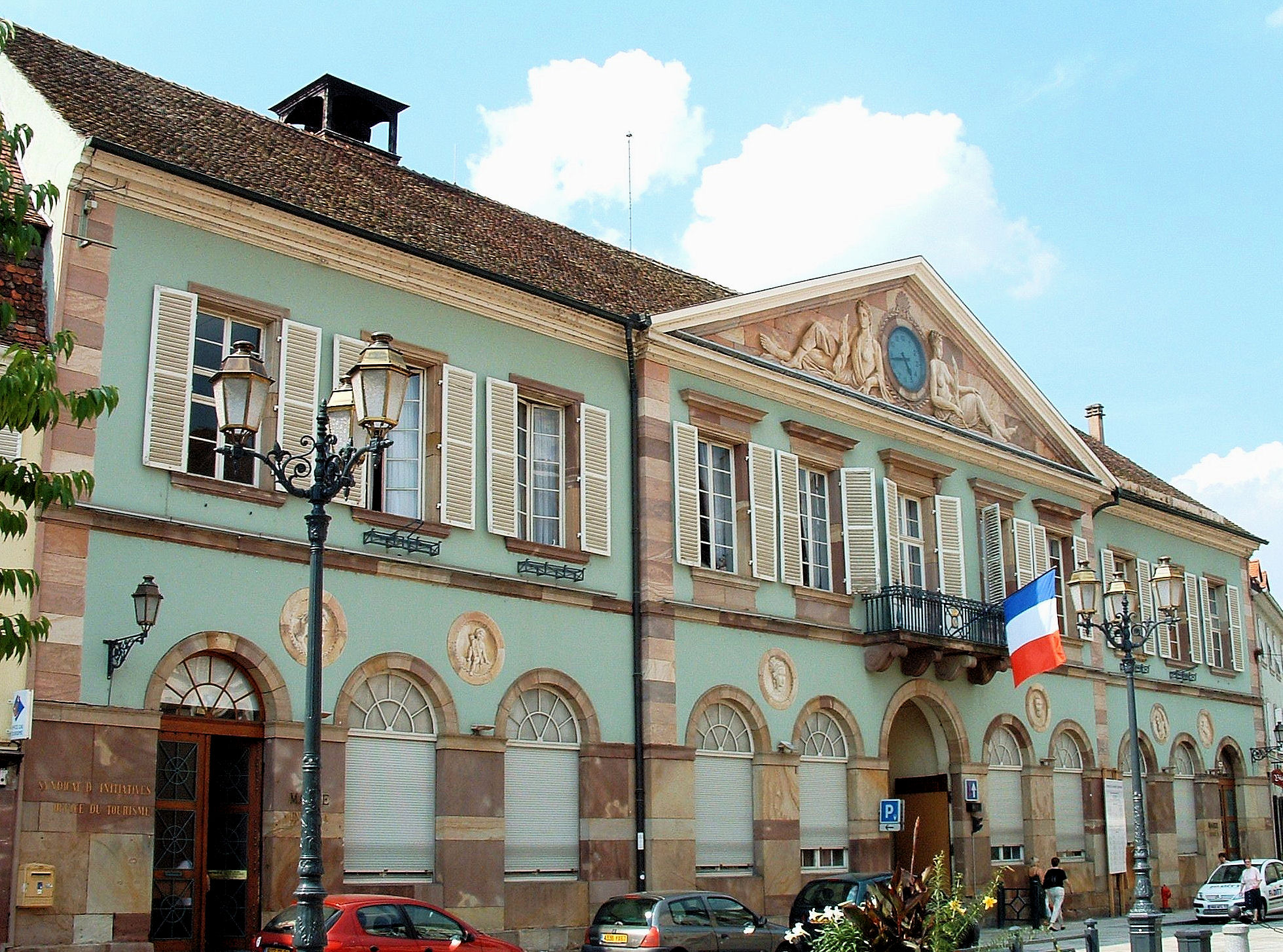
莫尔塞姆市政厅

莫尔塞姆的现任市长为洛朗·富斯特先生，他是共和党的一名成员，在2020年的市政选举中获得了60.45%的支持率。
在2017年的法国总统大选中，法国第25任总统埃马纽埃尔·马克龙在莫尔塞姆获得了65.69%的支持率。
| 莫尔塞姆历届市长 |                   |                                            |
| 任期             | 市长              | 党派                                       |
| 1945年－1966年   | 亨利·梅克         | MRP人民共和运动 →CD法国民主中心            |
| 1966年－1969年   | 约瑟夫·豪森洛普   | 不详                                       |
| 1969年－1971年   | 热拉尔·勒恩       | UDR共和国保卫联盟                          |
| 1971年－1995年   | 皮埃尔·克兰根福斯 | RPR保衛共和聯盟                            |
| 1995年－2017年   | 洛朗·富斯特       | UDF法国民主联盟 →UMP人民运动联盟 →LR共和黨 |
| 2017年－2020年   | 让-米歇尔·韦贝尔  | LR共和黨                                   |
| 2020年－         | 洛朗·富斯特       | LR共和黨                                   |

## 人口
2017年，莫尔塞姆市镇人口数量为9,312，在法国排名第1,092位。其中男性4,514人，女性4,798人，75岁及以上人口占8.6%，外籍人口数量为1,970人，人口密度为858人/平方公里，当地居民被称为（男性）或（女性）。2018年，莫尔塞姆境内出生84人，死亡人口89人。
| 年份   | 1936  | 1946  | 1954  | 1962  | 1968  | 1975  | 1982  | 1990  | 1999  | 2005  | 2010  | 2015  | 2017  |
| ------ | ----- | ----- | ----- | ----- | ----- | ----- | ----- | ----- | ----- | ----- | ----- | ----- | ----- |
| 人口數 | 3,584 | 3,699 | 4,018 | 4,955 | 5,739 | 6,649 | 6,928 | 7,973 | 9,335 | 9,452 | 9,215 | 9,294 | 9,312 |

## 经济
莫尔塞姆是一个区域性的中心城市，当地共有各类用人单位1,422家，其中98.24%为中小型企业（PME），平均历史为16年，行政、医疗及社会服务是当地的主要就业岗位类型。

## 财政收入
2016年，莫尔塞姆的财政收入总额为12,665,700欧元，财政支出总额为10,438,900欧元，当年的债务总额为352,830欧元。
2015年，莫尔塞姆的人均收入总额为2,562欧元，其中高职人员为4,429欧元，普通职员为1,883欧元。
2017年，莫尔塞姆境内的青壮年（15至64岁）失业率为13.8%，当地48.2%的家庭拥有纳税资格。

## 社会事务

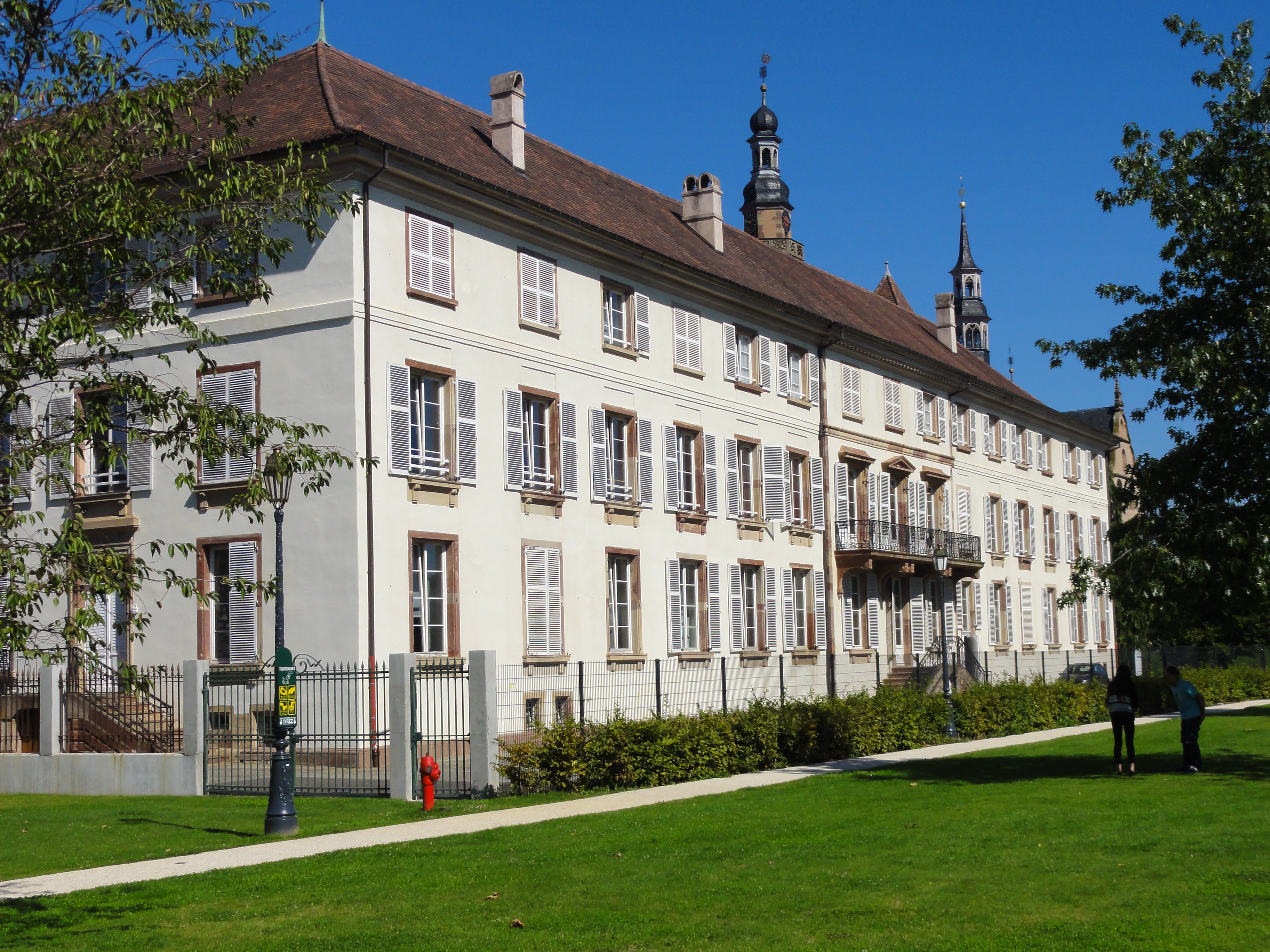
莫尔塞姆的一所高级中学

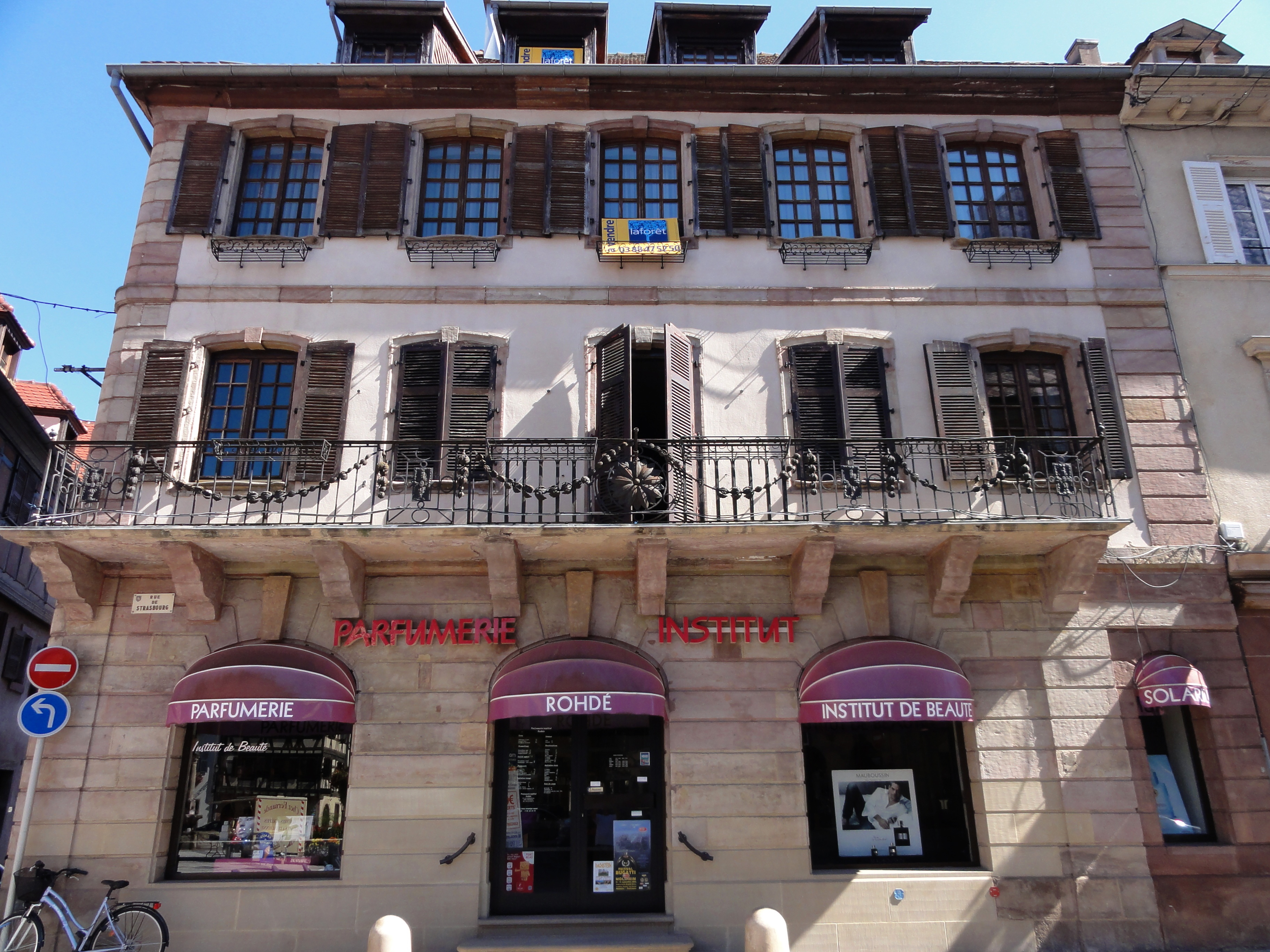
市中心的一处商铺

### 教育
莫尔塞姆属于斯特拉斯堡学区。截止2019年1月1日，莫尔塞姆境内共有3所幼儿园、2所小学、2所初级中学、2所普通高中和1所职业高中。 2018至2019学年度，莫尔塞姆境内共有在校中等教育阶段学生2,877名。

### 医疗
截止2019年1月1日，莫尔塞姆境内共有全科医生11名、保健师18名、牙医22名、护士17名、耳科医生1名、眼科医生1名、皮肤科医生2名、助产士2名、儿科医生1名和妇科医生4名。境内共有药房2家和养老院1家。
莫尔塞姆中心医院，全名为“莫尔塞姆地方中心医院”（Hôpital Local de Molsheim），是法国的一个区域性医疗机构，其主病区位于莫尔塞姆市区，设有床位294个，是当地规模最大的公立综合性医院。

### 住房
2017年，莫尔塞姆境内共有各类住房4,527套，其中38%为独立式居民区，59.8%为集中式居民区。常住房屋占莫尔塞姆市镇范围内居民建筑总量的78.1%。

### 商业
2018年，莫尔塞姆境内共有各类实体商铺245家，其中餐厅35家、大型超市5家、杂货店1家、面包房8家、肉铺3家、书店2家、银行门店11家、美容美发店16家、汽车维修店20家。市区南部的多利塞姆境内建有大型开放式商业街区。

### 体育
2019年，莫尔塞姆境内共有1家游泳池、4间体育馆、1处足球或橄榄球场以及2处篮球或排球场。
莫尔塞姆-埃诺尔塞姆前进俱乐部（Entente Sportive Molsheim Ernolsheim）是当地的一支足球队，2020至2021赛季参加大东部大区足球联赛。

### 环境
莫尔塞姆的环境事务由其所属的公共社区负责。2018年，莫尔塞姆境内共有5家污染企业。

### 治安
2018年，莫尔塞姆市镇范围内有1处宪兵队。
2014年，莫尔塞姆及附近地区共发生各类案件3,346起，其中盗窃类案件1,867起，经济类案件486起，毒品交易类案件213起。

## 文化
2019年，莫尔塞姆境内有1家博物馆。莫尔塞姆市政府提供多媒体中心，向公众全年开放。

### 建筑
莫尔塞姆境内有多处法国国家文物保护单位，其中布加迪博物馆、莫尔塞姆教堂仓库等为当地的代表性建筑物。

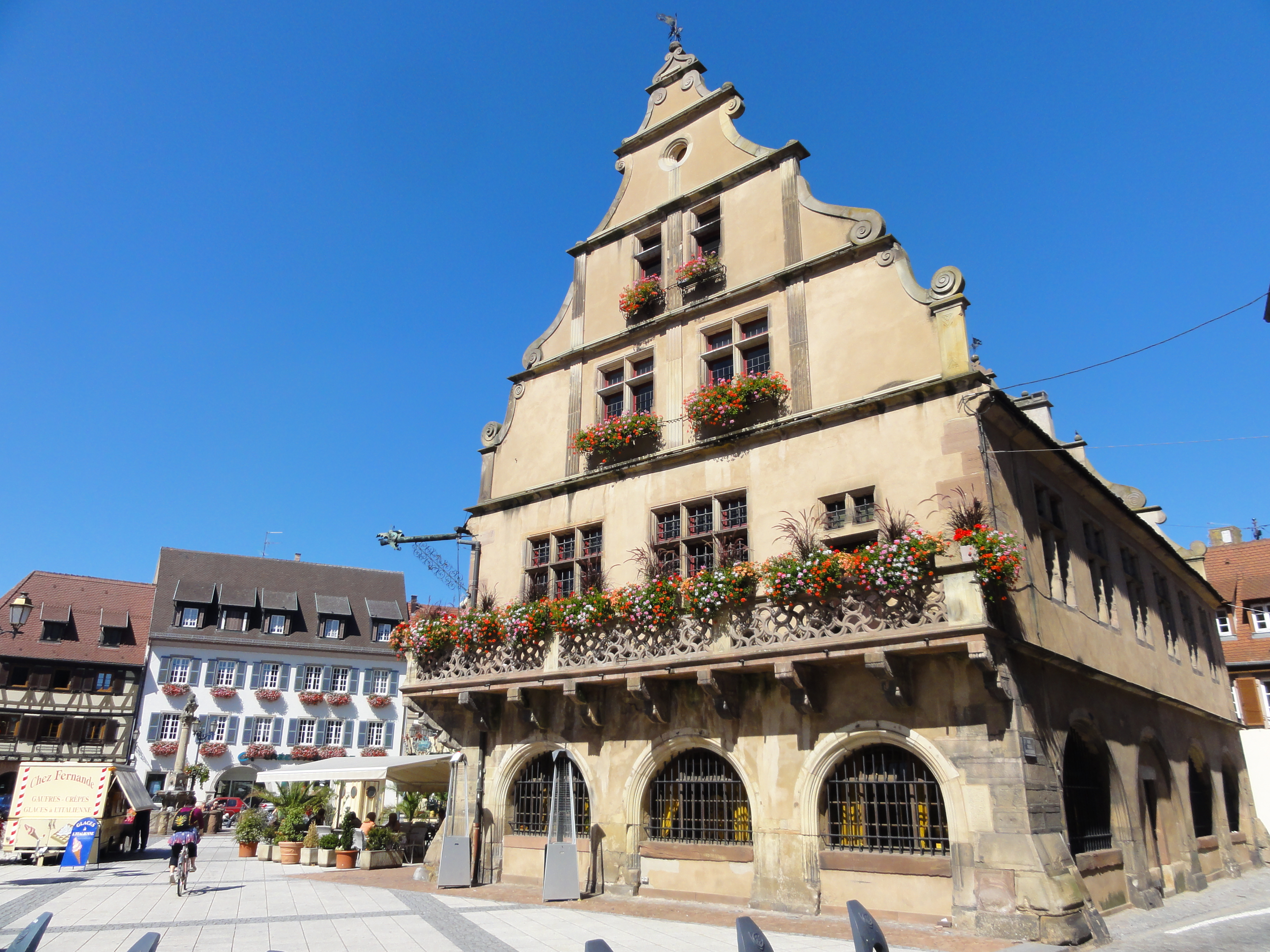
米齐格大厦
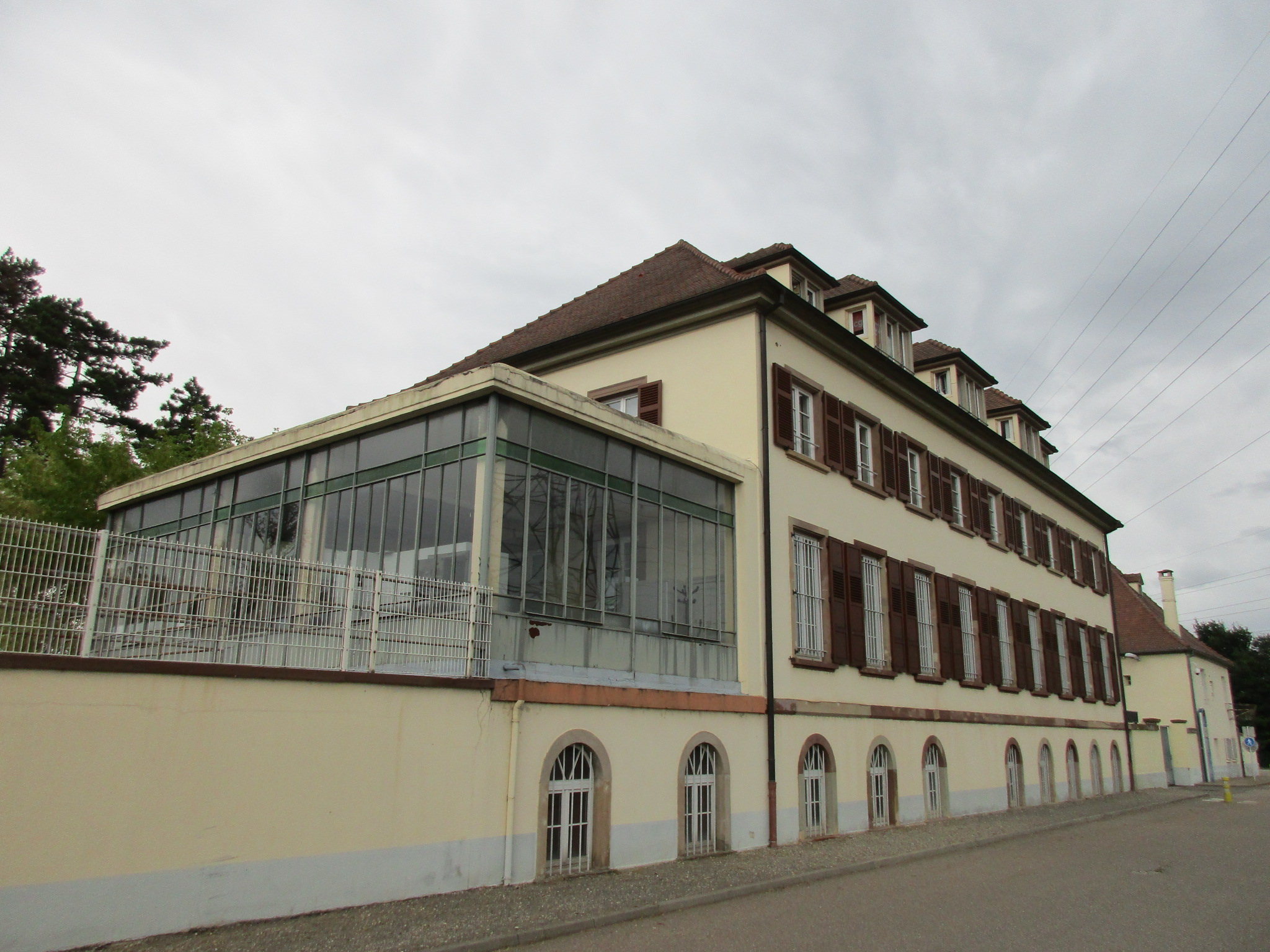
布加迪博物馆
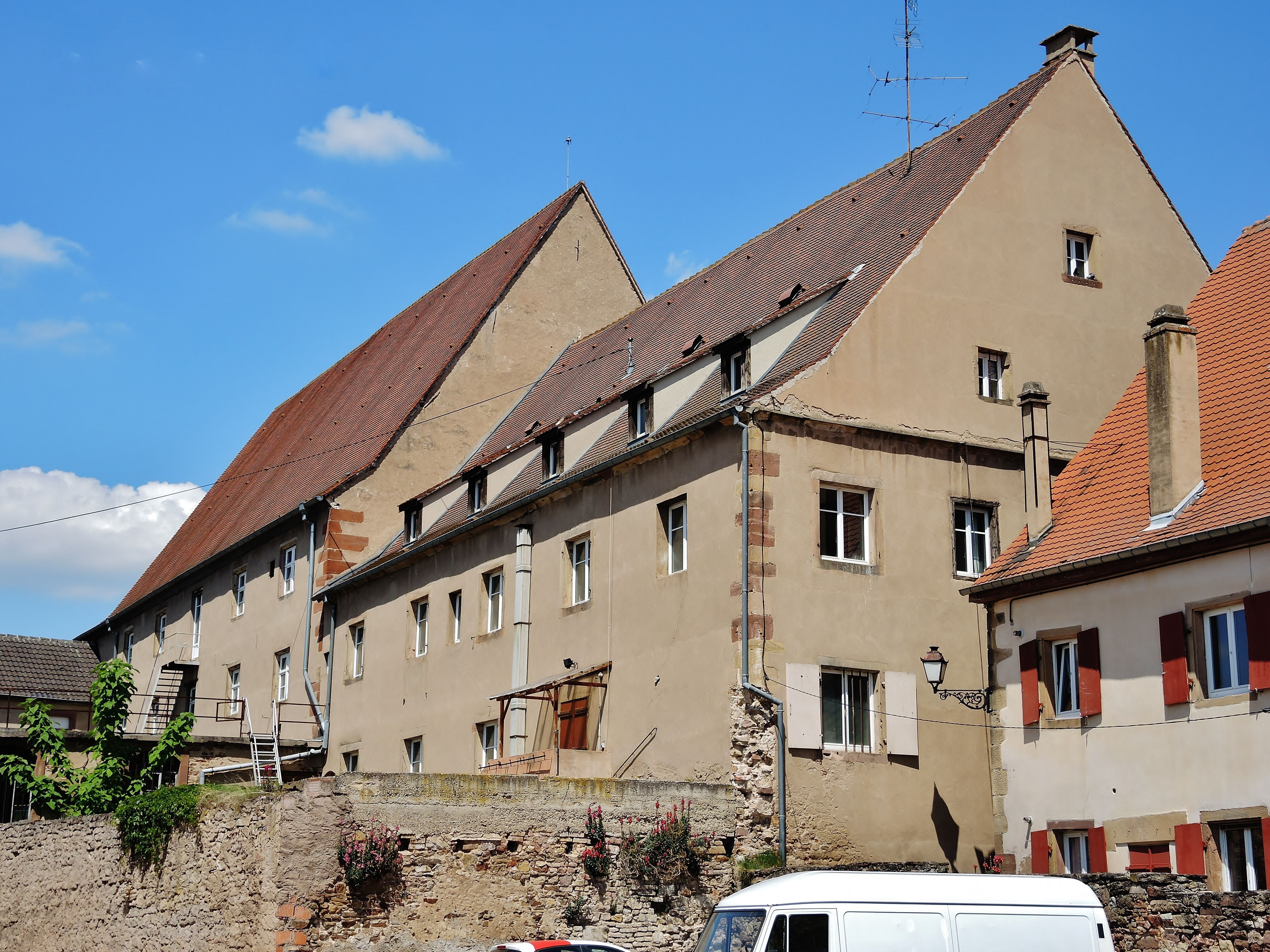
莫尔塞姆教堂仓库（法语：Dîme de Molsheim）
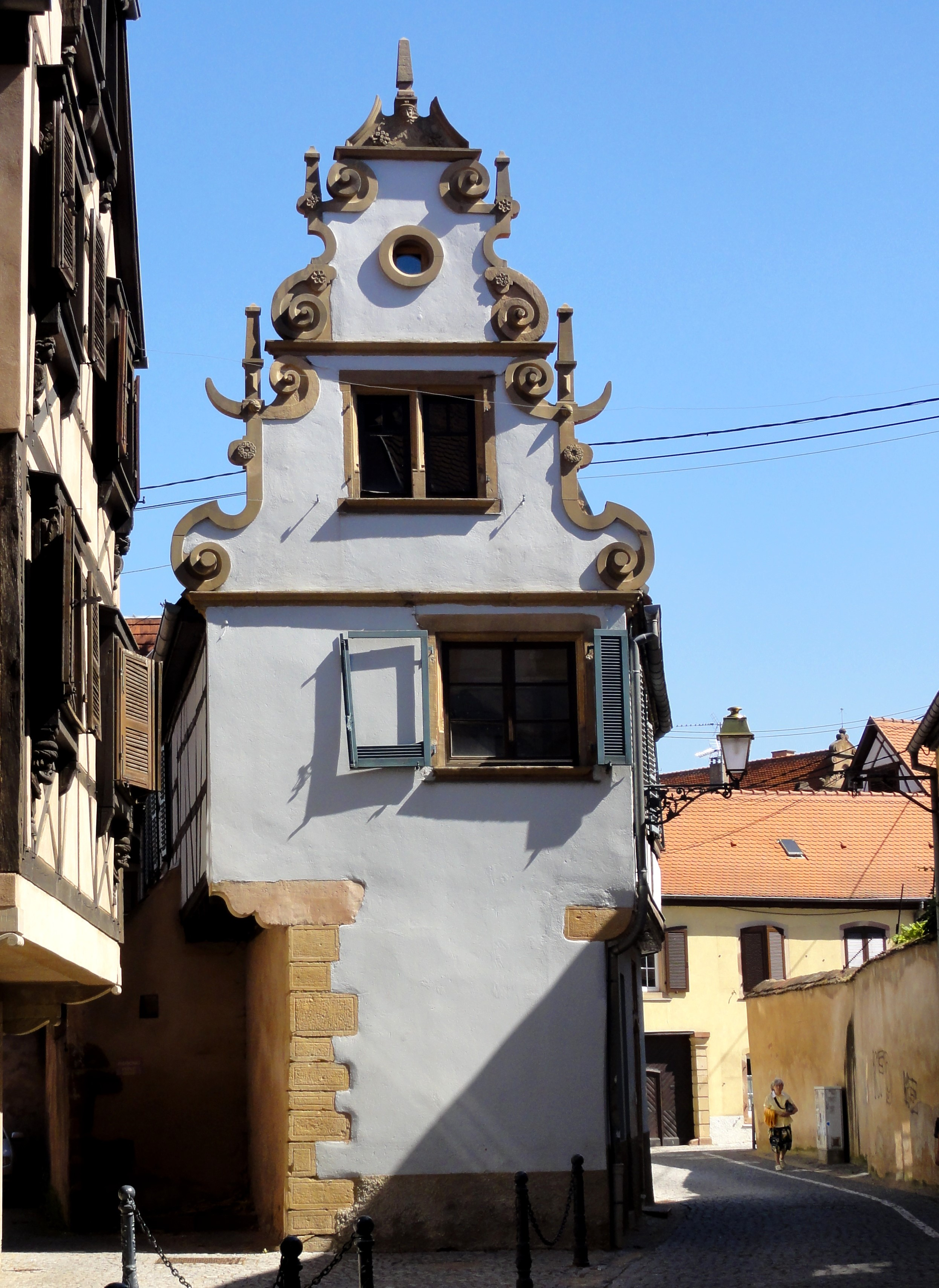
民居1
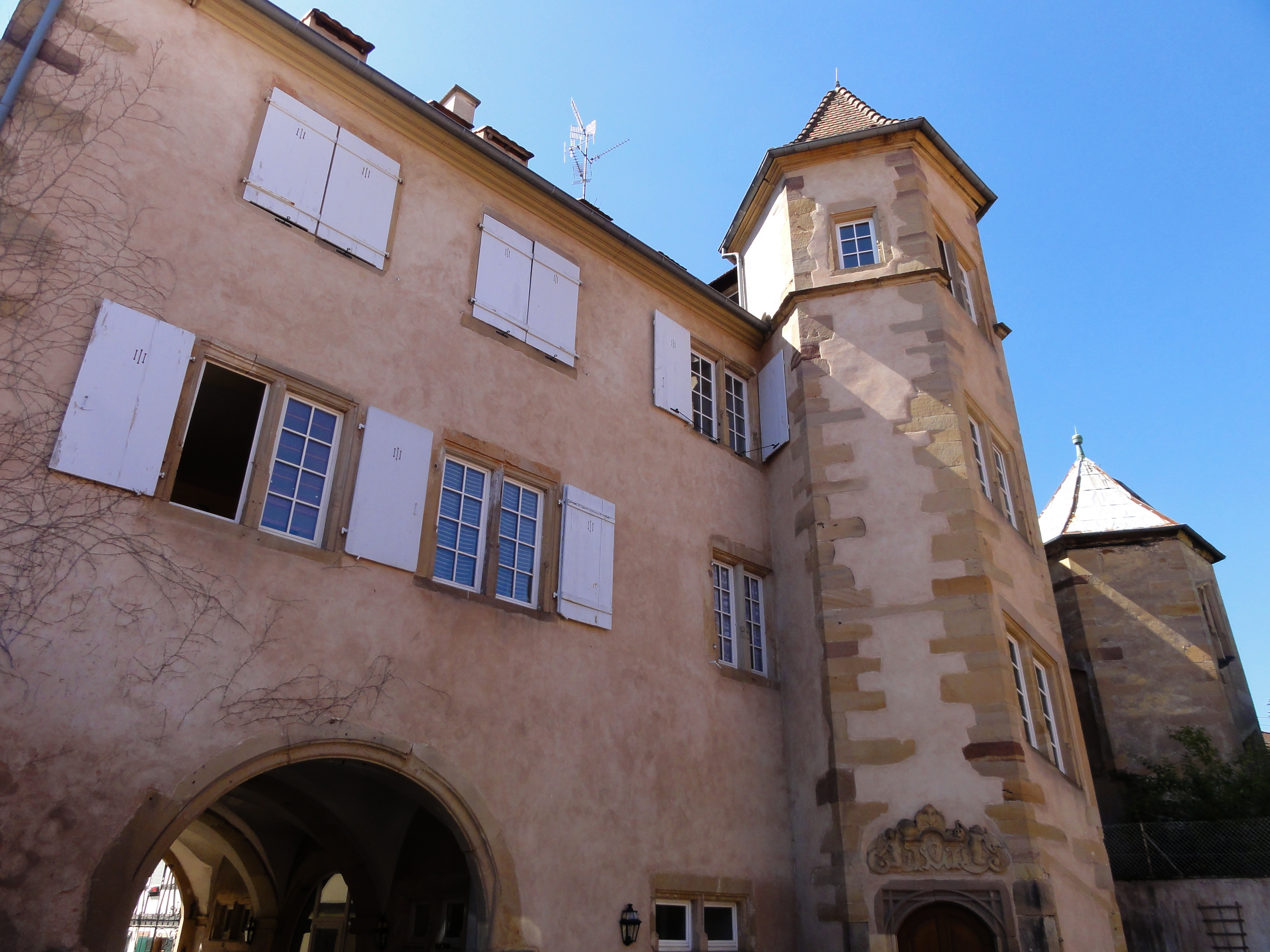
民居2

### 旅游
莫尔塞姆的旅游事务由其所属的公共社区负责。2020年，莫尔塞姆境内共有3家宾馆共计161间房间；另有1个露营地，可容纳共95辆露营车。

### 媒体
法国主要的媒体均可在莫尔塞姆接收，法国电视三台下属的大东部大区频道在部分时段播出莫尔塞姆所属区域的地方新闻。

## 相关人物
法国革命家弗朗索瓦-约瑟夫·韦斯特曼出生于莫尔塞姆。

## 友好城市
截至2020年12月，莫尔塞姆共与一座城市互为友好城市关系：
- 德国 盖尔布伦